# Вінченцо Рендзуто
Вінченцо Рендзуто (італ. Vincenzo Renzuto, 8 квітня 1993) — італійський ватерполіст. Чемпіон світу з водних видів спорту 2019 року.